# Egglescliffe
Egglescliffe es una parroquia civil y un pueblo de Stockton-on-Tees, en el condado de Durham (Inglaterra).

## Geografía
Según la Oficina Nacional de Estadística británica, Egglescliffe tiene una superficie de 6,17 km².

## Demografía
Según el censo de 2001, Egglescliffe tenía 7908 habitantes (48,71% varones, 51,29% mujeres) y una densidad de población de 1281,69 hab/km². El 18,63% eran menores de 16 años, el 75,05% tenían entre 16 y 74, y el 6,32% eran mayores de 74. La media de edad era de 40 años. Del total de habitantes con 16 o más años, el 22,72% estaban solteros, el 63,12% casados, y el 14,16% divorciados o viudos.
Según su grupo étnico, el 97,99% de los habitantes eran blancos, el 0,68% mestizos, el 0,75% asiáticos, el 0,11% negros, el 0,33% chinos, y el 0,1% de cualquier otro. La mayor parte (96,32%) eran originarios del Reino Unido. El resto de países europeos englobaban al 1,25% de la población, mientras que el 2,43% había nacido en cualquier otro lugar. El cristianismo era profesado por el 82,61%, el budismo por el 0,15%, el hinduismo por el 0,2%, el judaísmo por el 0,04%, el islam por el 0,59%, el sijismo por el 0,04%, y cualquier otra religión por el 0,06%. El 11,3% no eran religiosos y el 4,99% no marcaron ninguna opción en el censo.
Había 3226 hogares con residentes y 56 sin ocupar.